# Sonnenwenden
Die Sonnenwenden (Heliotropium) sind eine Pflanzengattung in der Unterfamilie Heliotropioideae innerhalb der Familie der Raublattgewächse (Boraginaceae). Sie enthält rund  250 Arten.

## Beschreibung

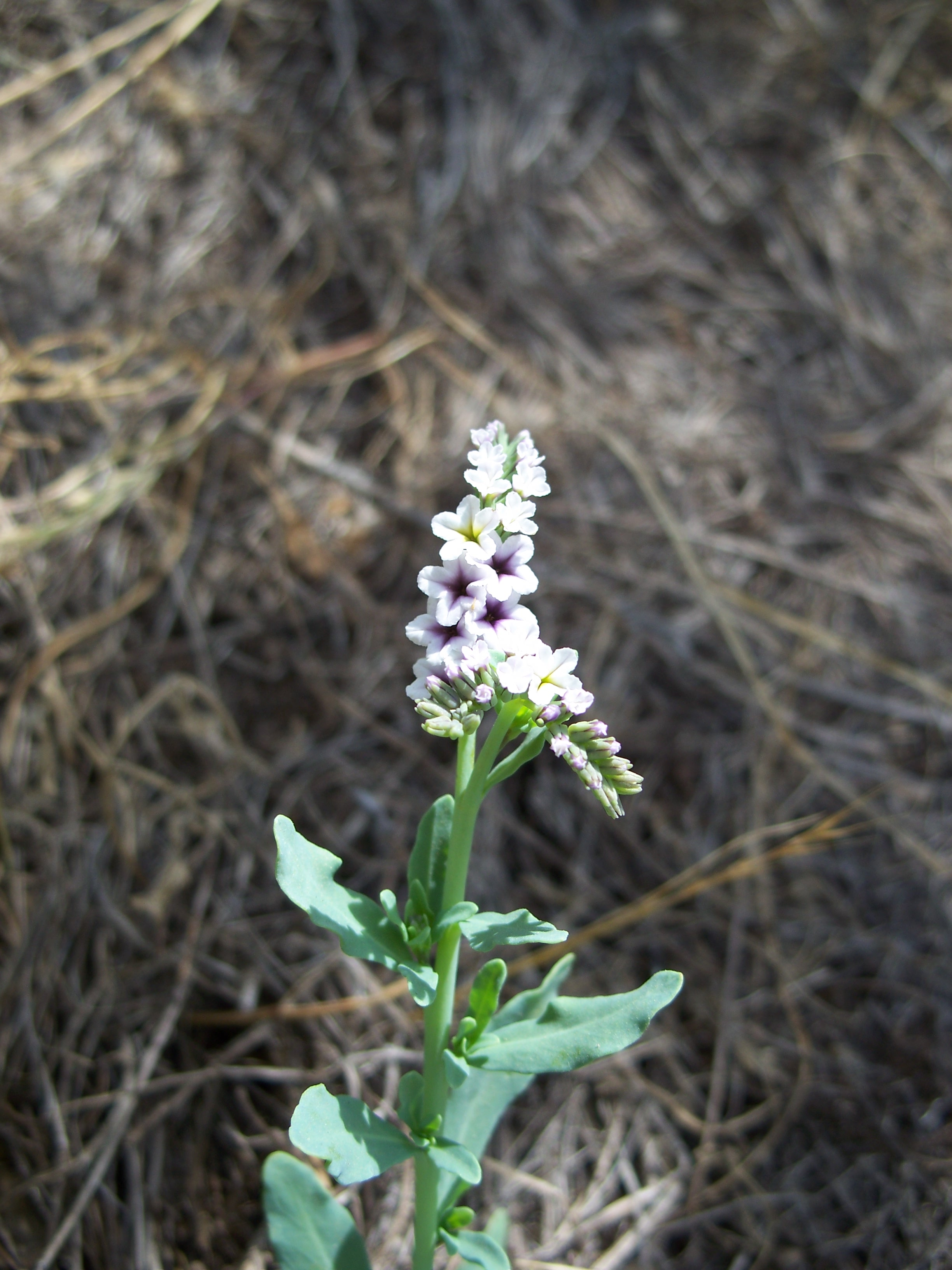
Europäische Sonnenwende (Heliotropium europaeum)

### Vegetative Merkmale
Heliotropium-Arten sind einjährige oder ausdauernde Pflanzen. Sowohl krautige Pflanzen, Halbsträucher als auch Bäume kommen vor. Die Pflanzenteile sind meist behaart, selten rau.
Die wechselständigen, selten gegenständigen, meist ganzrandigen oder gesägten Laubblätter sind sitzend oder gestielt. Beide Blattseiten sind fein und meist borstig, teils drüsig, behaart bis fast kahl.

### Generative Merkmale
Meist end-, selten seitenständig stehen viele Blüten in Wickeln oder seltener in Rispen oder Schirmrispen angeordnet, deren Hauptachse bei einigen Arten aber so verkürzt ist, dass ein doldenähnlicher Blütenstand entsteht; bei den meisten Arten jedoch sind die Wickel schmal und lang. Die fünfzähligen Blüten sind zwittrig mit doppelter Blütenhülle. Die weißen, weiß-bläulichen bis blauen, manchmal im Schlund auch gelblichen Blütenkronen haben eine kurze bis lange Kronröhre und radförmig ausgebreitete Kronzipfel. Der oberständige, zwei- bis vierkammerige Fruchtknoten ist, anders als bei den meisten Raublattgewächsen, meist ungeteilt und zerfällt erst bei Reife in vier Teilfrüchte. Der meist einfach Griffel ist gynobasisch bis endständig. Die Narbe ist groß und von einem drüsigen, klebrigen „Ring“ unterlegt. Die geraden oder gekrümmten Samen besitzen meist ein dünnes Endosperm. Es ist ein Diskus ausgebildet oder es sind Nektarien vorhanden.
Es werden Klausen gebildet.

## Systematik und Verbreitung

### Taxonomie
Die Gattung Heliotropium wurde 1753 durch Carl von Linné in Species Plantarum, Tomus I, Seite 130 aufgestellt. Typusart ist Heliotropium europaeum L.

### Etymologie
Heliotropium ist eine Latinisierung zu altgriechisch ἡλιοτρόπιον hēliotrópion
Ihr botanischer Gattungsname Heliotropium ist gleichbedeutend mit dem deutschsprachigen Trivialnamen: Im Lateinischen bezeichnet das Lehnwort heliotropium eine Pflanzenart, die sich immer nach dem Laufe der Sonne richtet (die rein lateinische Bezeichnung ist solstitialis herba), abgeleitet von einem altgriechischen Wort, das aus ἥλιος hēlios für „Sonne“ und τρέπειν trépein für „wenden“ zusammengesetzt ist. Dieser Name bezieht sich also auf die Eigenart der Pflanze, ihre Blätter mit dem Lauf der Sonne zu drehen. Auch die Gemeine Wegwarte zeigt in ihren alten Bezeichnungen als sponsa solis, eliotropia oder solsequium eine solche Benennungsmotivation.

### Arten (Auswahl)
Die Gattung Heliotropium ist weltweit in tropischen bis gemäßigten Gebieten verbreitet.
- Heliotropium amplexicaule Vahl: Sie kommt ursprünglich im südlichen Bolivien, im südlichen Brasilien, in Argentinien und in Uruguay vor.[4]
- Vanilleblume (Heliotropium arborescens L.): Die Heimat ist Peru.[4]
- Samtblatt (Heliotropium arboreum Diane & Hilger): Die Heimat ist Afrika, Asien, Australien und Pazifische Inseln.[4]
- Heliotropium curassavicum L.: Die Heimat ist Nord- und Südamerika sowie Australien.[4]
- Heliotropium elongatum Willd. ex Cham.: Sie wurde aus Brasilien erstbeschrieben.
- Europäische Sonnenwende (Heliotropium europaeum L.): Die Heimat ist Europa, Nordafrika, Asien, Australien; in Nordamerika ist sie ein Neophyt.[4]
- Heliotropium indicum L.: Die Heimat ist Südamerika, doch ist sie weltweit ein Neophyt.[4]
- Heliotropium messerschmidioides Kuntze: Aus den Kanaren.
- Heliotropium pannifolium Burch. ex Hemsl.: Sie ist ausgestorben. Die Heimat war die Insel St. Helena.
- Heliotropium strigosum Willd.: Sie kommt in den tropischen Gebieten Afrikas, Asiens und Australiens vor.[5]

Nicht mehr zu dieser Gattung wird gerechnet:
- Heliotropium ovalifolium Forssk. → Euploca ovalifolia (Forssk.) Diane & Hilger[4]
- Heliotropium tenellum Torr. → Euploca tenella (Torr.) Feuillet & Halse

## Bilder

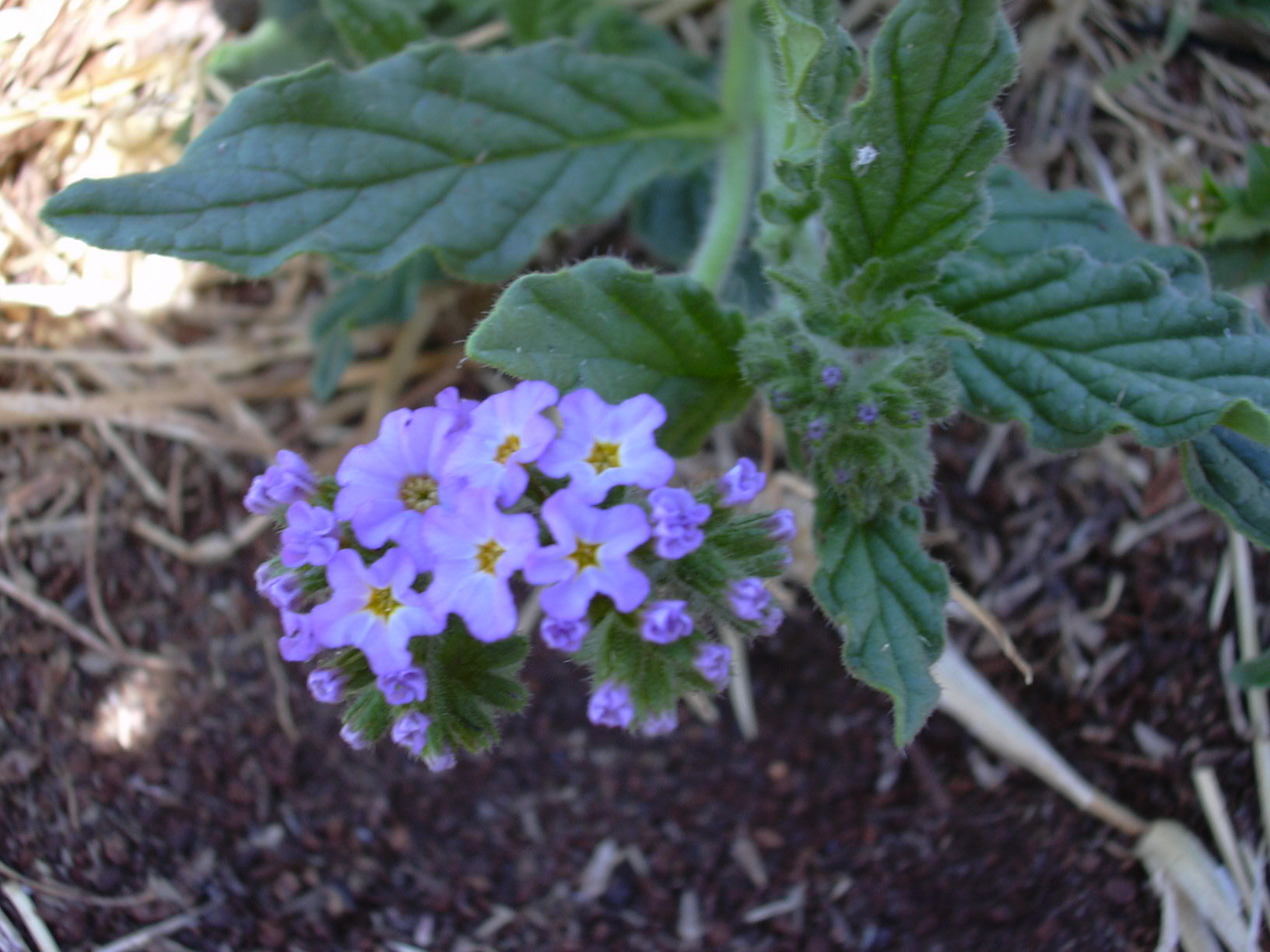
Heliotropium amplexicaule
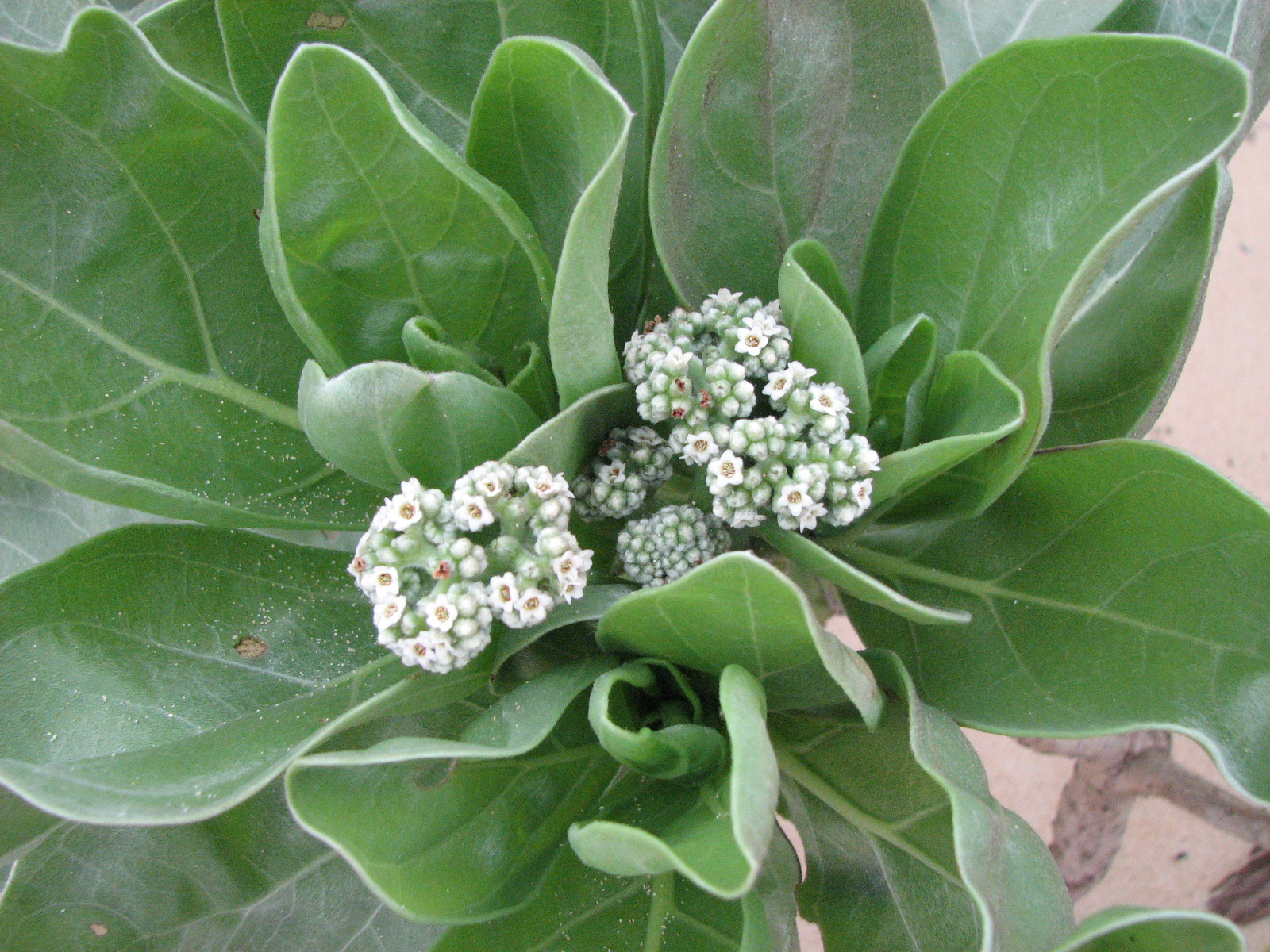
Samtblatt (Heliotropium arboreum)
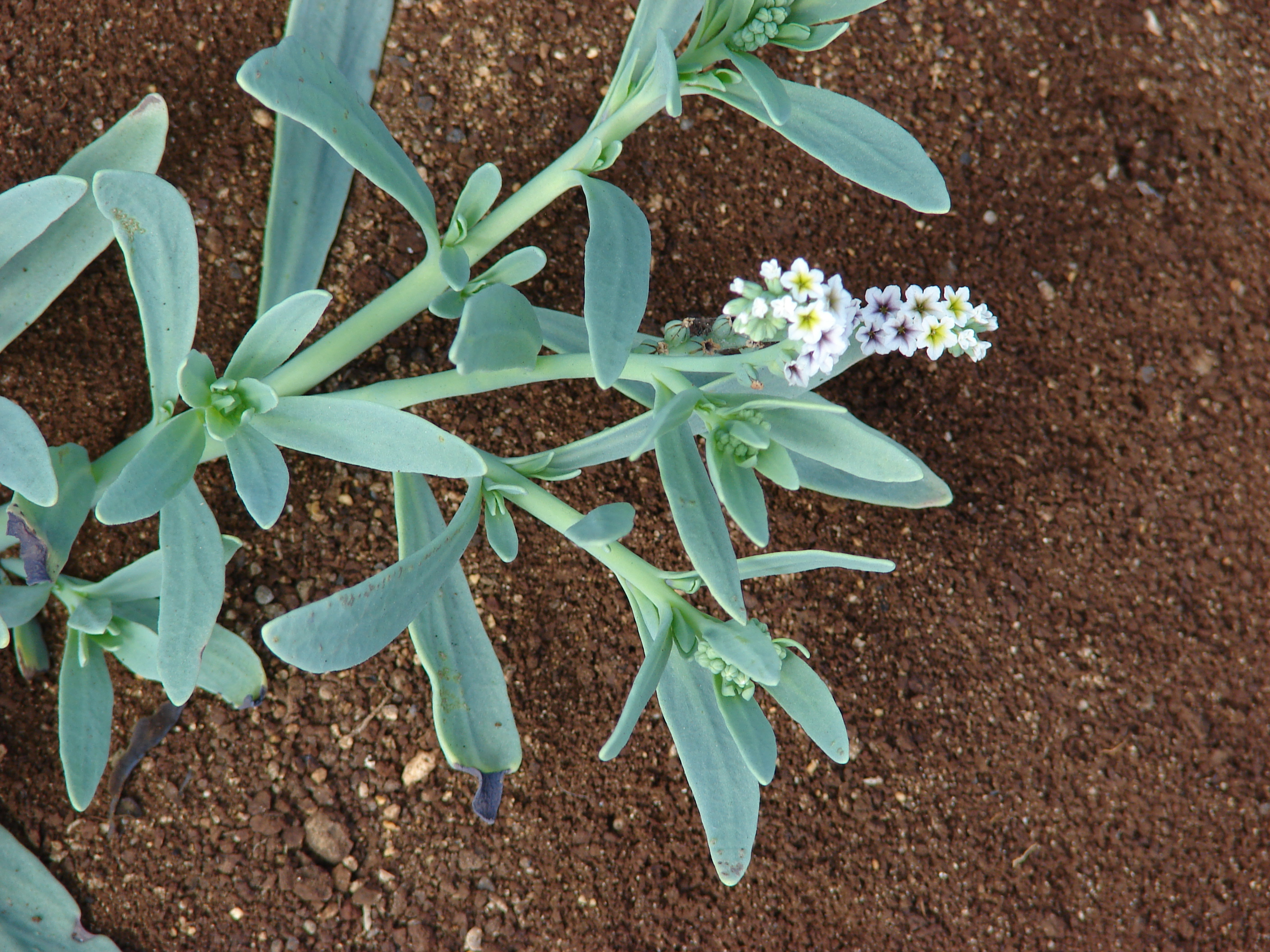
Heliotropium curassavicum
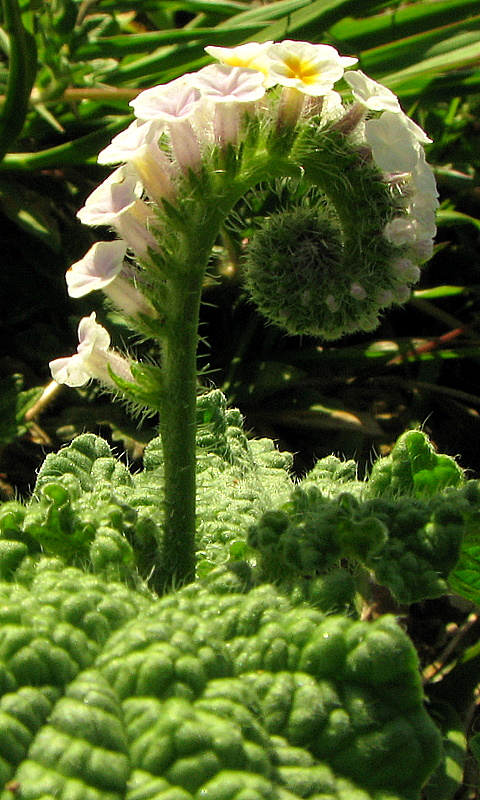
Heliotropium elongatum
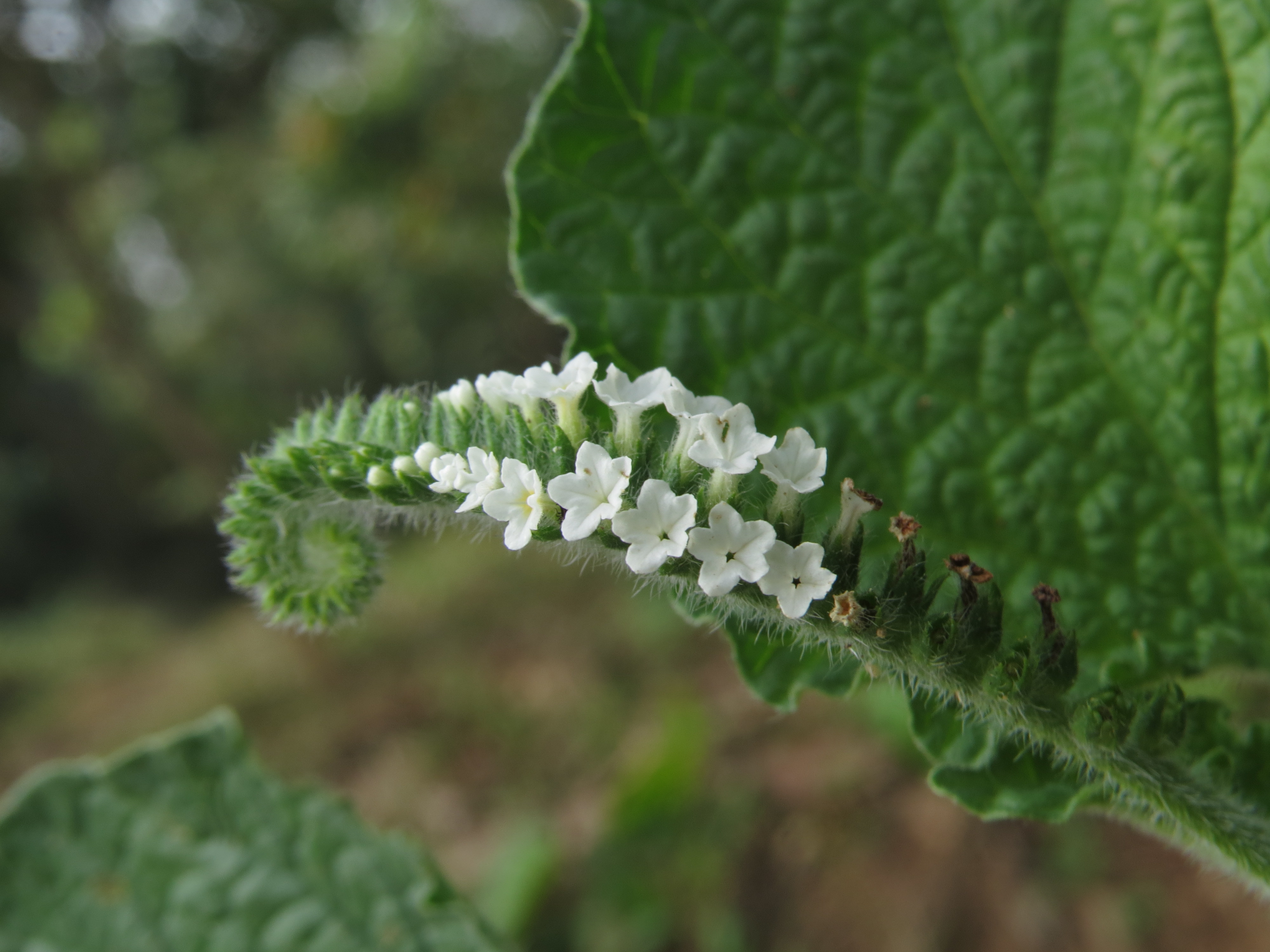
Heliotropium indicum